# Härtsfeldbahn-Museum
Härtsfeldbahn-Museum – muzeum kolejnictwa zlokalizowane w niemieckim mieście Neresheim (Badenia-Wirtembergia), w obrębie stacji, na wąskotorowej linii kolejowej z Aalen do Dillingen w Bawarii (Härtsfeldbahn), która w większości została rozebrana.

## Historia
Linię Härtsfeldbahn, na której od 1901 prowadzone były zarówno przewozy towarowe, jak i pasażerskie, zlikwidowano 1972, mimo że stanowiła już wówczas atrakcję turystyczną. Wkrótce potem torowiska zostały rozebrane. Towarzystwo miłośników kolei Härtsfeld-Museumsbahn e.V. realizowało jednak od 1985 plan uratowania części taboru i w Neresheim utworzono muzeum kolei, zebrano oryginalne pojazdy i częściowo przywrócono je do ruchu. Następnie odbudowano odcinek linii z Neresheim do Sägmühle. Drugi odcinek (Sägmühle – Katzenstein) został oddany do użytku 1 sierpnia 2021 (na stulecie linii). Trakt prowadzi malowniczą doliną rzeki Egau do jeziora Härtsfeldsee, gdzie zlokalizowany jest ostatni przystanek. Ruch na linii prowadzony jest pojazdami historycznymi, które dawniej tutaj kursowały. Najcenniejsze eksponaty taborowe to parowóz nr 12 i wagon motorowy T33.

## Kolekcja
Kolekcja taboru obejmuje około dwudziestu jednostek. Pociągi turystyczne prowadzone są trakcją parową i spalinową. Stała wystawa pamiątek kolejowych mieści się w budynku dworcowym w Neresheim na pierwszym piętrze. Funkcjonuje tutaj również sklep z pamiątkami tematycznymi.

## Galeria

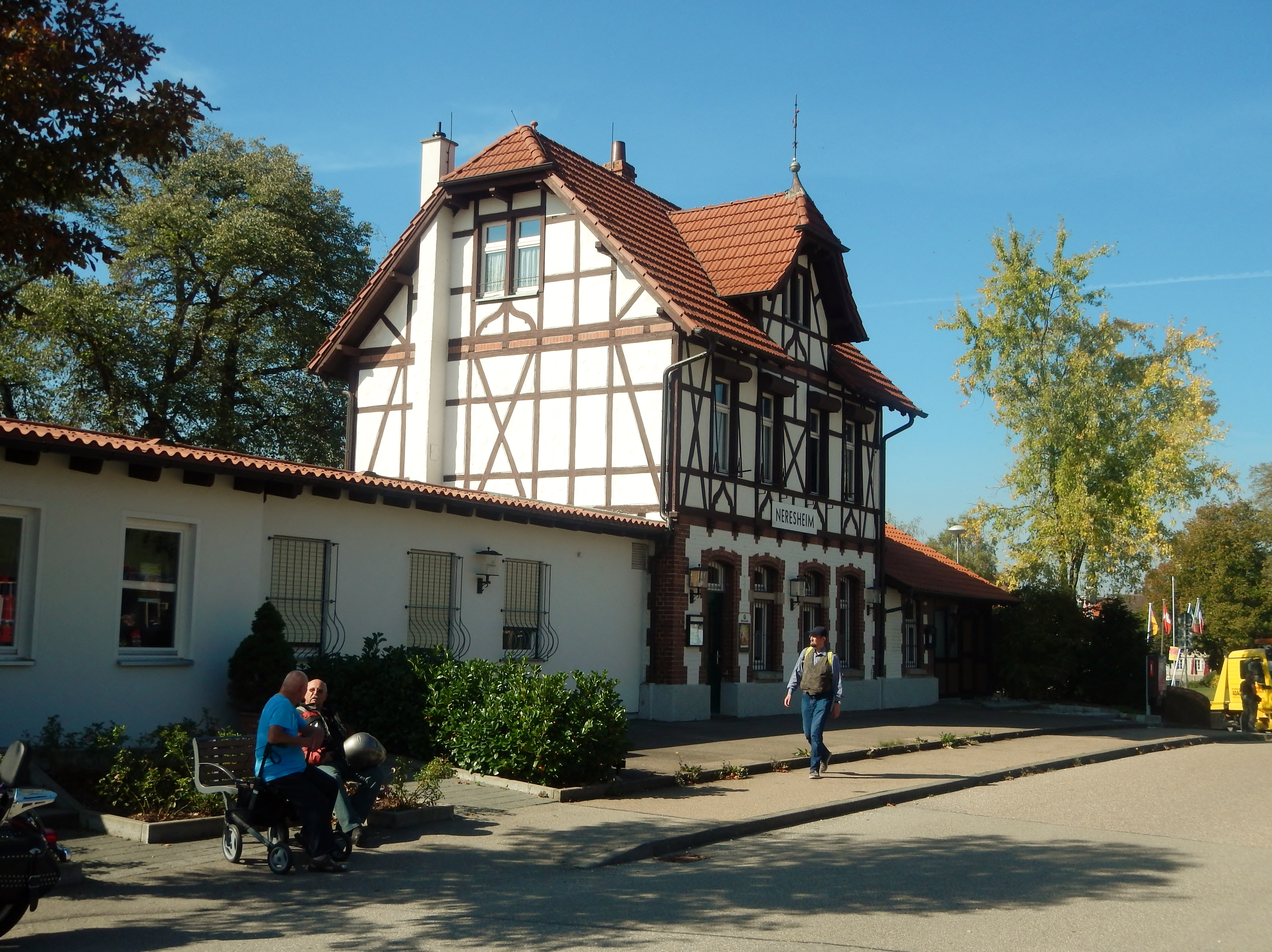
Dworzec w Neresheim (muzeum)
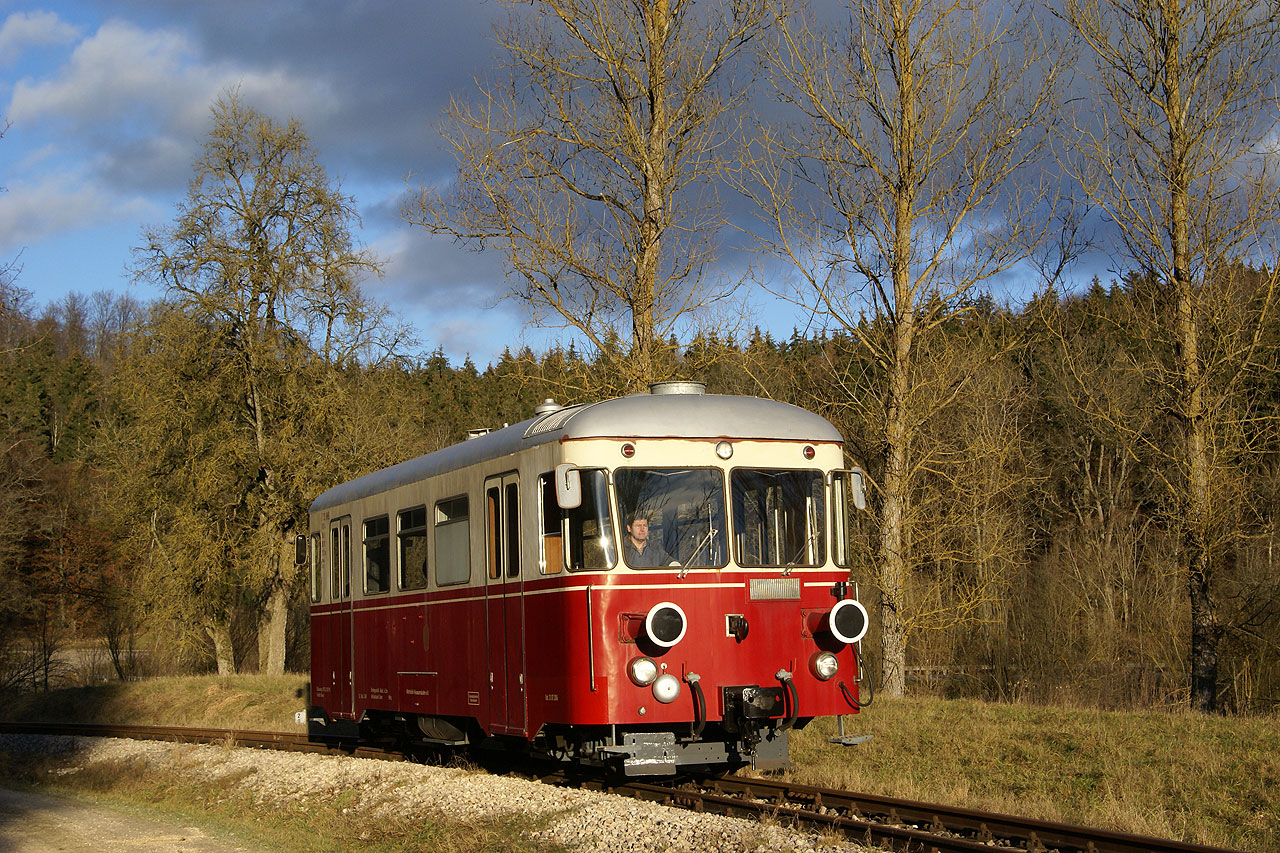
Wagon motorowy T33 na szlaku
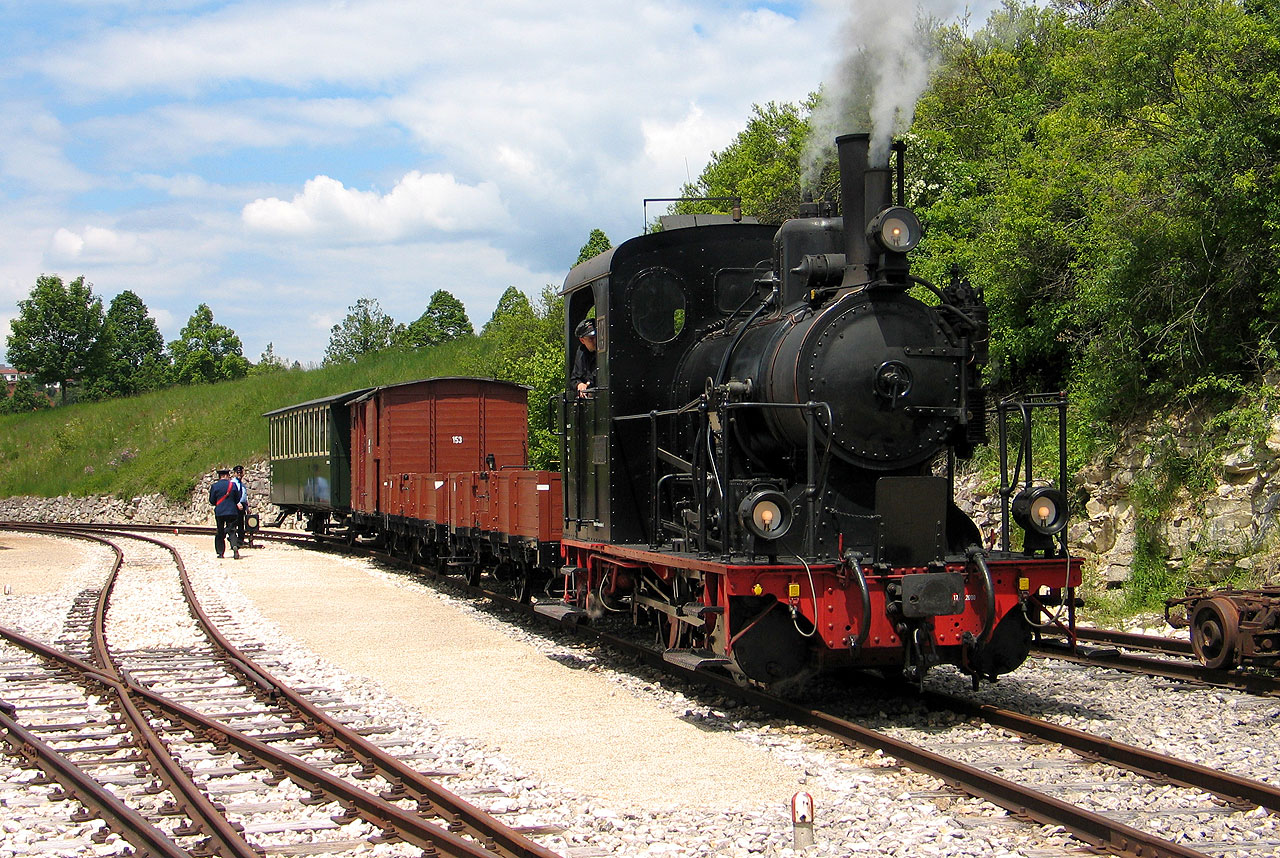
Parowóz nr 12 w Neresheim